# Lorrie Moore
Pour les articles homonymes, voir Moore.
Œuvres principales
- Des histoires pour rien
- Déroutes
- La Passerelle

Lorrie Moore, née le 13 janvier 1957 à Glens Falls dans l'État de New York, est une romancière et une nouvelliste américaine, principalement connue pour ses recueils de nouvelles, dont Des histoires pour rien (1985) et Déroutes (1998).

## Biographie
Elle suit l'atelier d'écriture à l'université de Cornell. Elle est remarquée par Alison Lurie.  Sa marque de fabrique est un mélange de franchise comique et de délicatesse.